# Gobabis
Gobabis is een stad (Engels: municipality) in Namibië en de hoofdplaats van de regio Omaheke.
In 2001 telde Gobabis 13.856 inwoners. Gobabis had in 2005 ongeveer 16.000 inwoners. Het exacte aantal is moeilijk vast te leggen vanwege de aangrenzende krottenwijk Epako.
De plaats Gobabis ligt in het Omaheke district. Gobabis ligt dan ongeveer 200 km ten oosten van de hoofdstad Windhoek en 150 km ten westen met de grens van Botswana.

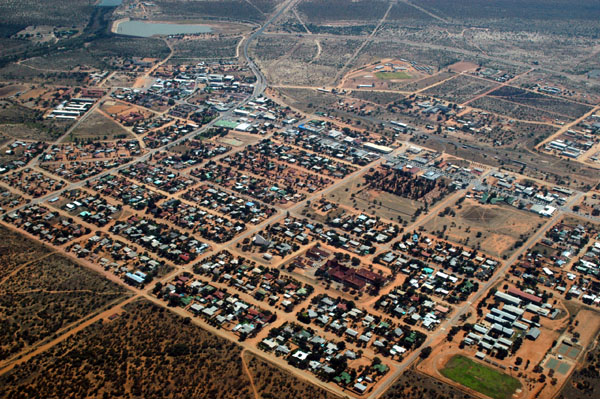
Gobabis vanuit de lucht

## Geschiedenis

### Naamgeving
Het gebied rond Gobabis en langs de Nossobrivier kende een grote populatie olifanten. De plaats was een basiskamp van ivoorjagers en een handelspost voor slagtanden.
Volgens overlevering was de oudste naam van de vestiging een woord uit de Nama-taal dat "de plaats waar olifanten komen likken" betekent. De Herero noemden de plaats Epako.
Later werd het door de blanken "Gobabis" genoemd, plaats waar mensen ruzie maken. Een andere uitleg van de naam werd gegeven door de Duitse taalkundige Heinrich Vedder. Volgens hem betekende het Olifantsfontein. Deze uitleg wordt echter tegengesproken in een brief uit 1845 van de methodistisch zendeling Joseph Tindall, die hier een zendingspost wilde vestigen. Hij schreef dat hij de plaats 'Elephant's fountain' noemde omdat 'plaats van ruzie' niet goed bij de beoogde zendingspost paste. Tindall vertrok echter weer na vrij korte tijd.
In 1856 werd de missiepost overgenomen door Friederich Eggert van het Rijnlands Zendingsgenootschap. In de 2e helft van de 19e eeuw en het begin van de 20e eeuw ontstonden diverse keren conflicten tussen de Ovambanderu en de Khoikhoi, en ook tussen Europese immigranten en inheemsen. Gobabis ligt in een gebied waar de Herero en de Nama tegen elkaar en tegen bewoners van de Kaapkolonie vochten, die gebied in bezit namen.

### Koloniale tijd
De omgeving van Gobabis werd in februari 1894 geclaimd door de autoriteiten van het Duitse Rijk. In juni 1895 kwam er een Duits garnizoen. In maart 1896 werd de plaats overvallen door de Nama en de Herero. De aanval kon worden afgeslagen waarbij de Herero-aanvoerders Kahimemua Nguvauva en Nikodemus Kavikunua werden gevangen genomen. Na veroordeling door het militair gerecht werden ze in Okahandja terechtgesteld.
In 1897 brak de runderpest uit, wat een flinke verarming van de bewoners tot gevolg had.
Het militaire fort, gebouwd in 1896-1897, is reeds lang verdwenen. Het veldhospitaal staat er echter nog en is een nationaal monument.

### Apartheid
De vestiging van een "missieprovincie Namibië" in 1962 door een Duitse organisatie van missiezusters, met zetel in Gobabis, zorgde voor een verbetering van de sociale hulp en scholing door het werk dat de zusters verrichtten in scholen, kleuterscholen en bij volwasseneneducatie.
Tijdens de apartheidsperiode werd door het blanke bestuur van Gobabis het stadsdeel Epako voor de zwarte arbeidersbevolking aangelegd. Hier werden mensen naargelang hun etnische afkomst gescheiden ondergebracht in bijvoorbeeld Damara-blokken en Herero-blokken. Epako verkreeg slechts een basisinfrastructuur en is in sociaal-economisch opzicht nog steeds het zwakste stadsdeel van Gobabis.

### Epako

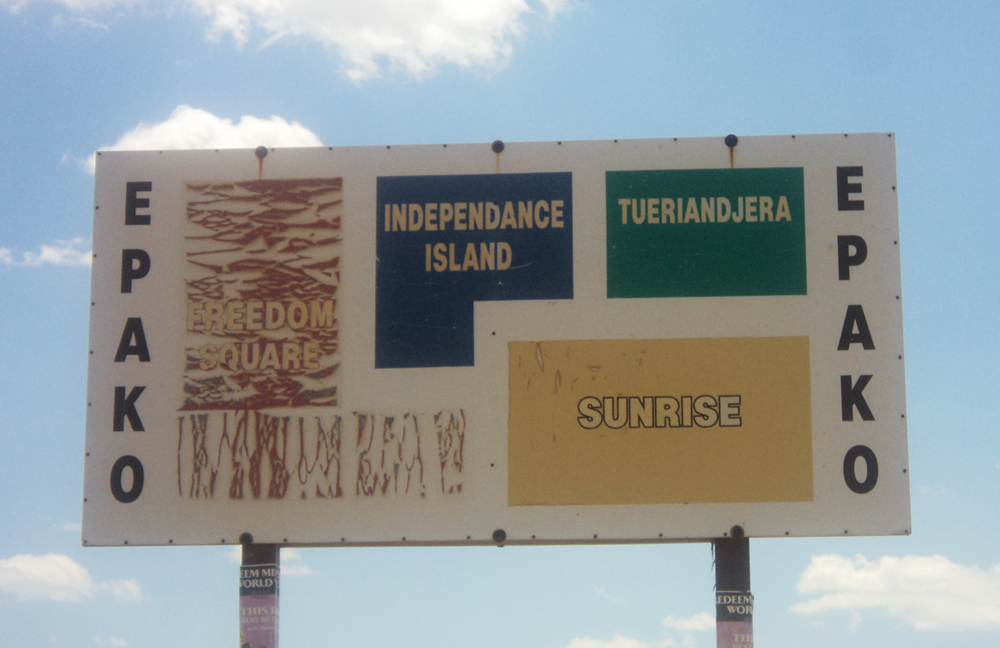
Informatiebord met stadsdeelkaart Epako

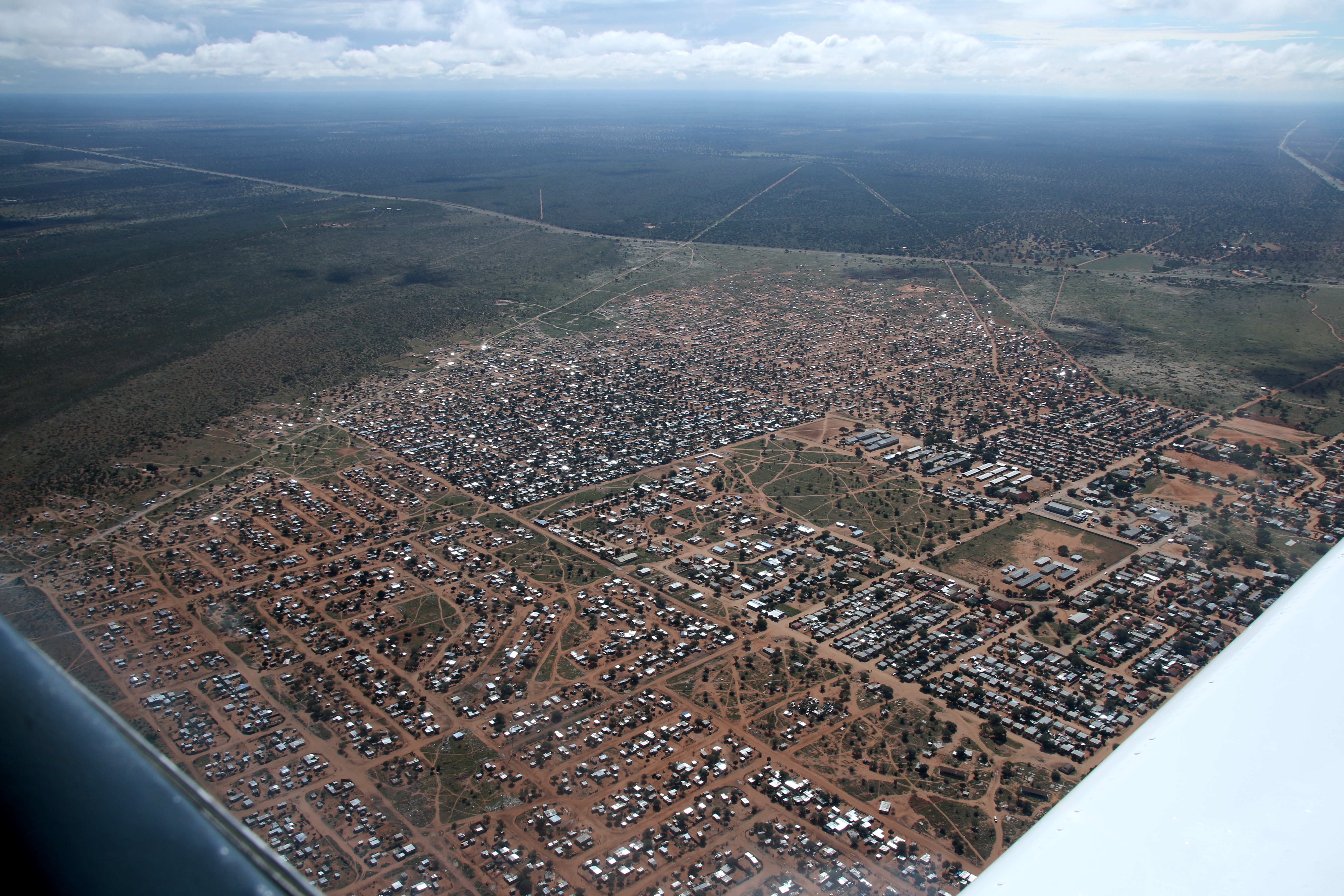
Luchtfoto van Epako (2018)

Epako ligt ongeveer twee kilometer ten oosten van de stadskern aan de Trans-Kalahari corridor, van de stad gescheiden door een onbewoonde strook grond. Epako werd door het stadsbestuur voor de onafhankelijkheid van Namibië aangelegd als woonstad voor zwarte werknemers. Ongeveer de helft van de bevolking van Gobabis woont in Epako. De woningen bestaan hier uit eenvoudige stenen huizen met een voortuin en omheining, uit huisjes van golfplaten en blik, en uit provisorische onderkomens gemaakt van plastic en materiaal uit de natuur. Het noordelijk deel van Epako (1/3 deel) is informeel aangebouwd.

## Economie

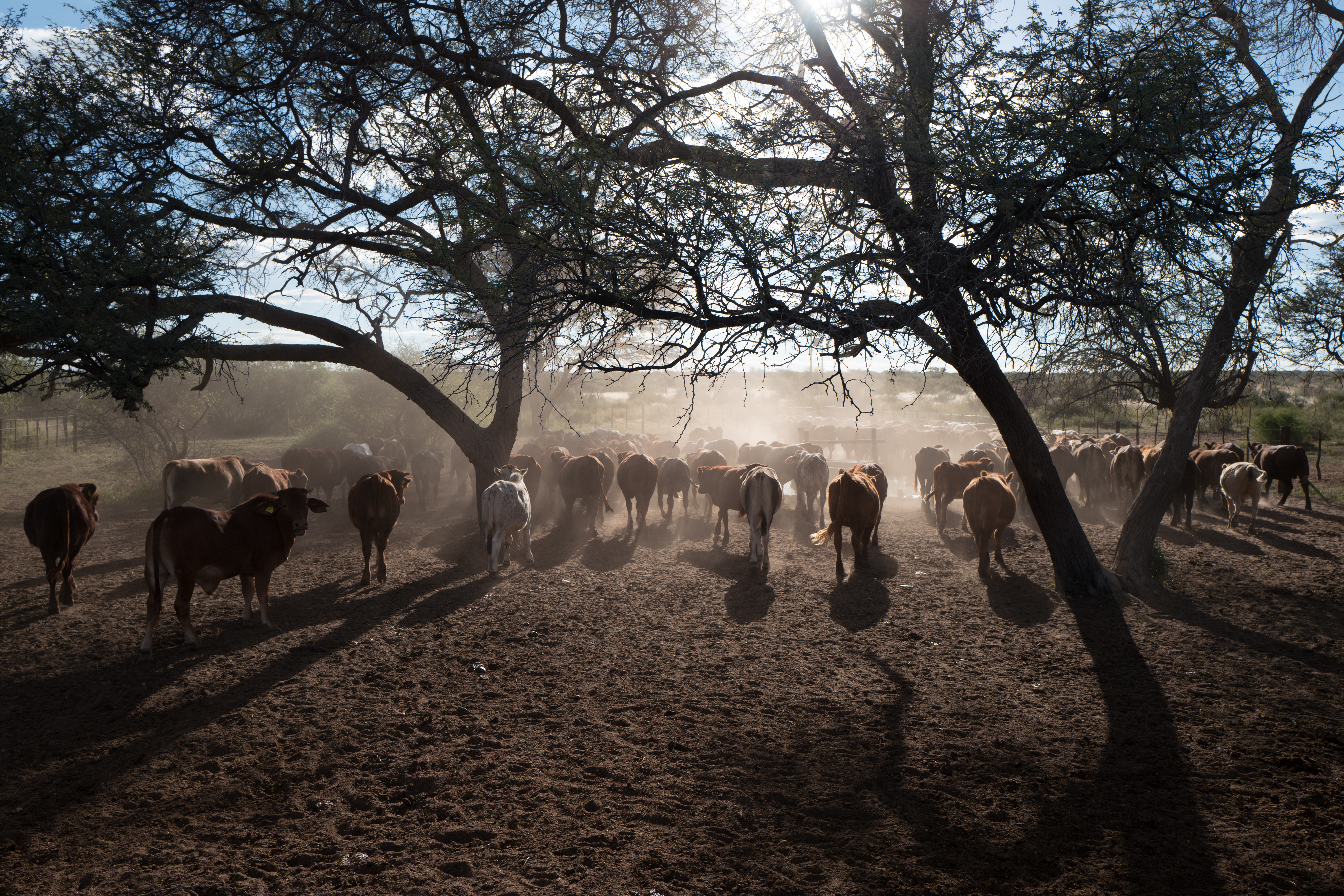
Veeboerderij Gobabis

Gobabis ligt aan de transportroute vanuit de mijnen in Botswana naar de Namibische haven Walvisbaai. Consumptiegoederen komen hier Namibië binnen vanuit Gauteng in Zuid-Afrika. De transportroute staat bekend als de Trans-Kalahari corridor. Gobabis is aangesloten op het spoorwegnet. Gobabis en zijn omgeving staat bekend als “cattle country” dit vanwege het grote aantal veehouderijen (ranches) in de omgeving.

## Klimaat
Gobabis ligt op een hoogte van 1400 meter en heeft een steppeklimaat, code BSh volgens de klimaatclassificatie van Köppen. De warmste maanden zijn november, december en januari met overdag maximumtemperaturen van rond 32°C. Juni en juli zijn het koelst met overdag maxima van 21°C. De jaarlijkse neerslag bedraagt 360 mm; in januari en februari valt per maand ongeveer 85 mm, in juli en augustus valt vrijwel geen regen.

## Infrastructuur

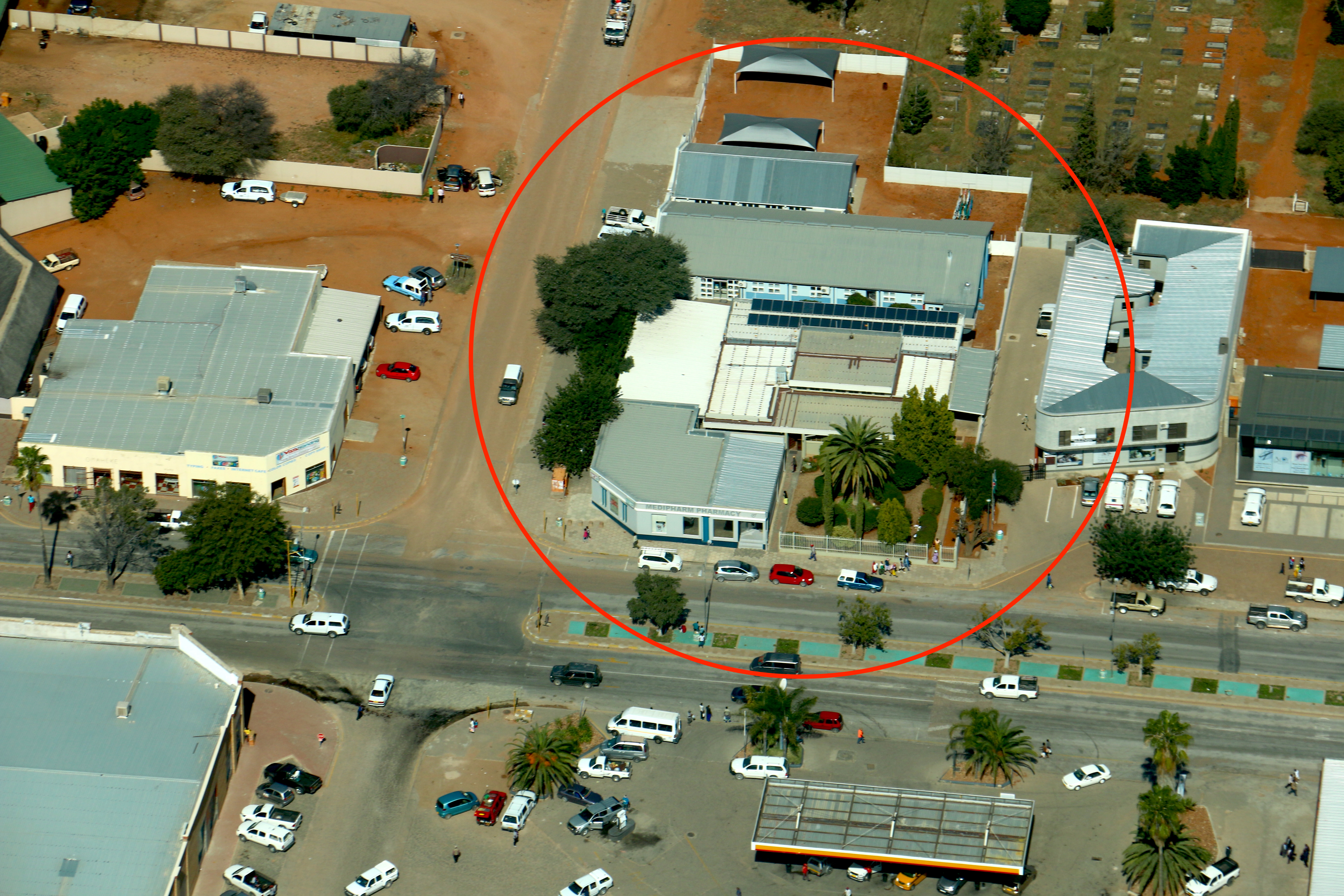
Luchtfoto apotheek en gezondheidscentrum

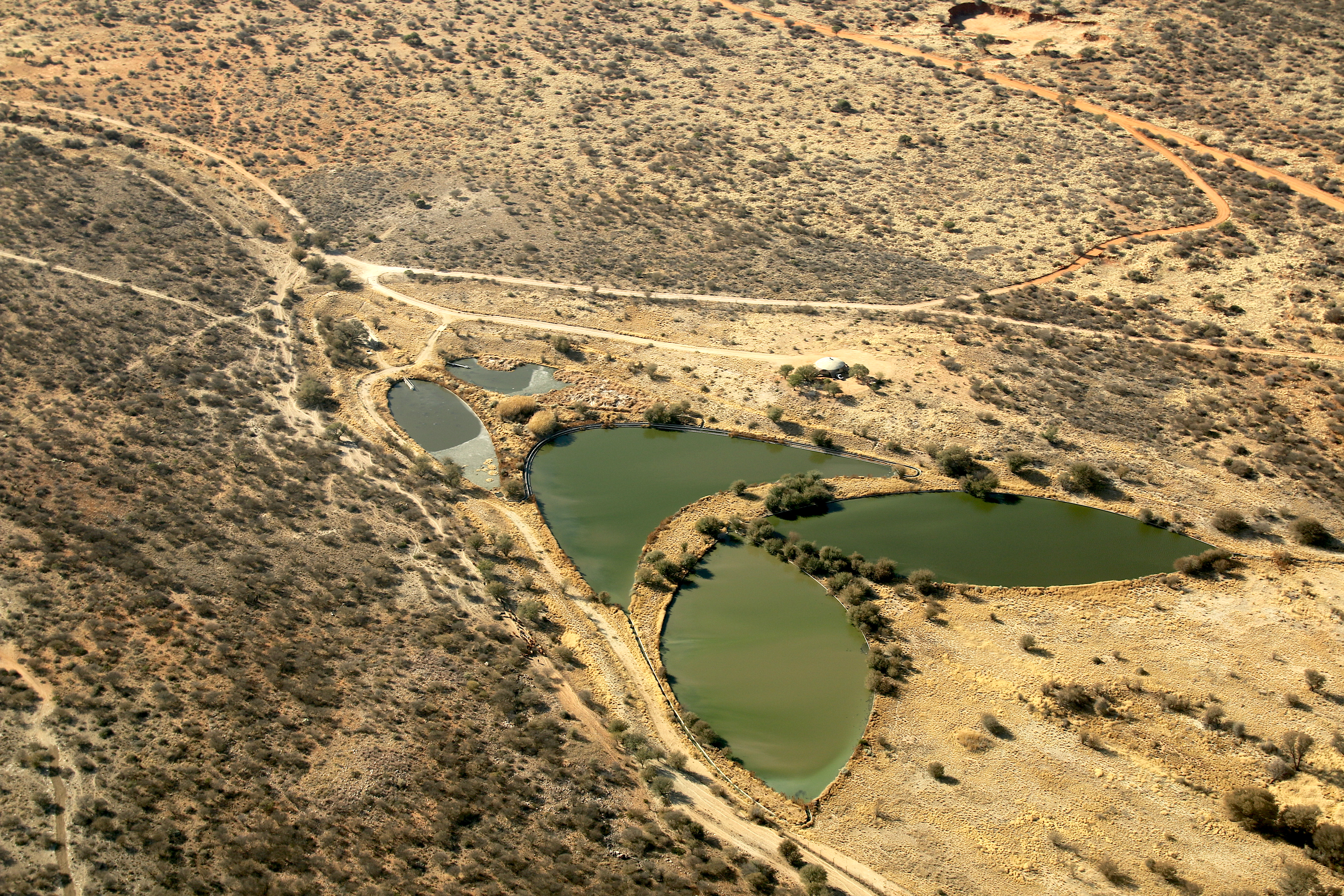
Waterzuivering

### Scholen
In Gobabis bevinden zich basisscholen en scholen voor voortgezet onderwijs. Ook is er een privéschool. Voorts zijn er meer dan 10 kinderopvangcentra, de grootste in de regio Omaheke is het Light for the Children Center.

### Gezondheid
Gobabis beschikt over twee apotheken, een staatsziekenhuis en een gezondheidscentrum met circa 10 artsen.

### Verkeer
Gobabis heeft een spoorwegstation en een vliegveld, waarop ook vanuit het buitenland wordt gevlogen.

## Partnerstad
- Drachten, Nederland